# Extraterritorialidad (derecho)
Se llama extraterritorialidad a la ficción jurídica, admitida en el derecho internacional, por la cual un edificio o un terreno se considera en país extranjero, como una prolongación del país propietario, como en el caso de las embajadas, consulados, sauvetés, bases militares y, en ciertos aspectos, los buques. En realidad no supone la conversión a todos los efectos de ese territorio para que si bien  sea una prolongación del país propietario, sino que queda exento a efectos de jurisdicción de la aplicación de la ley del país en el que está ubicado. La causa de esta exención se ubica en el resultado de negociaciones diplomáticas.
Según esta definición, a efectos legales estos lugares están exentos de cumplir la legislación del Estado en cuyo territorio o aguas se encuentran, estando solo obligados a cumplir aquella legislación que sea o bien de su país de origen, o bien de aceptación internacional o interterritorial.
Los tres casos más comunes y aceptados internacionalmente hacen referencia a las personas y las propiedades de soberanías extranjeras, de los embajadores y algunos otros agentes diplomáticos, y las naves oficiales en aguas extranjeras. A menudo se extienden también a los militares aliados o amigos, particularmente en los casos de permisos para atravesar el territorio propio.

## Organizaciones y órganos extraterritoriales
En esta clase se incluyen las actividades de un gran número de organizaciones internacionales, como las Naciones Unidas y sus
organismos especializados, órganos regionales, etc., la Organización de los Estados Americanos, el Consejo de Asistencia Económica Mutua, la Organización de Cooperación y Desarrollo Económico, la Organización de la Unidad Africana, la Liga de los Estados Árabes, el Consejo de Cooperación Aduanera, la Organización de Países Exportadores de Petróleo, el Fondo Monetario
Internacional, el Banco Mundial, etc. 
En la misma se incluyen las actividades de las misiones diplomáticas y consulares cuando se clasifican en función del país en el que se encuentran y no del país al que representan. Y se excluyen la administración y funcionamiento de las misiones diplomáticas y consulares localizadas en el extranjero y en oficinas de organizaciones internacionales,  ya que son relaciones exteriores del país de que dependan.